# Estatua Rolleston
La Estatua Rolleston (en inglés: Rolleston Statue) es una estatua de mármol blanco situado fuera del Museo de Canterbury en Christchurch, Nueva Zelanda. Recuerda a William Rolleston, que fue superintendente de la Provincia de Canterbury desde 1868 hasta 1877. Rolleston fue el cuarto y último Superintendente de Canterbury. Él también fue un miembro del Parlamento, 1868-1899 con dos interrupciones en los últimos años. Rolleston fue un político que fue clave en la creación del Museo de Canterbury y la universidad de Canterbury, que ahora alberga el Centro de Artes local.